# Trichomalus pherospilus
Trichomalus pherospilus is een vliesvleugelig insect uit de familie Pteromalidae. De wetenschappelijke naam is voor het eerst geldig gepubliceerd in 1975 door Dzhanokmen.